# 斯特凡·多巴伊
斯特凡·多巴伊（羅馬尼亞語：Ștefan Dobay，1909年9月26日—1994年4月7日），匈牙利语名多鲍伊·伊什特万（匈牙利語：Dobay István），罗马尼亚男子足球运动员，司职前锋。他曾代表罗马尼亚国家队参加1934年和1938年国际足联世界杯。